# Список дипломатических миссий Бурунди

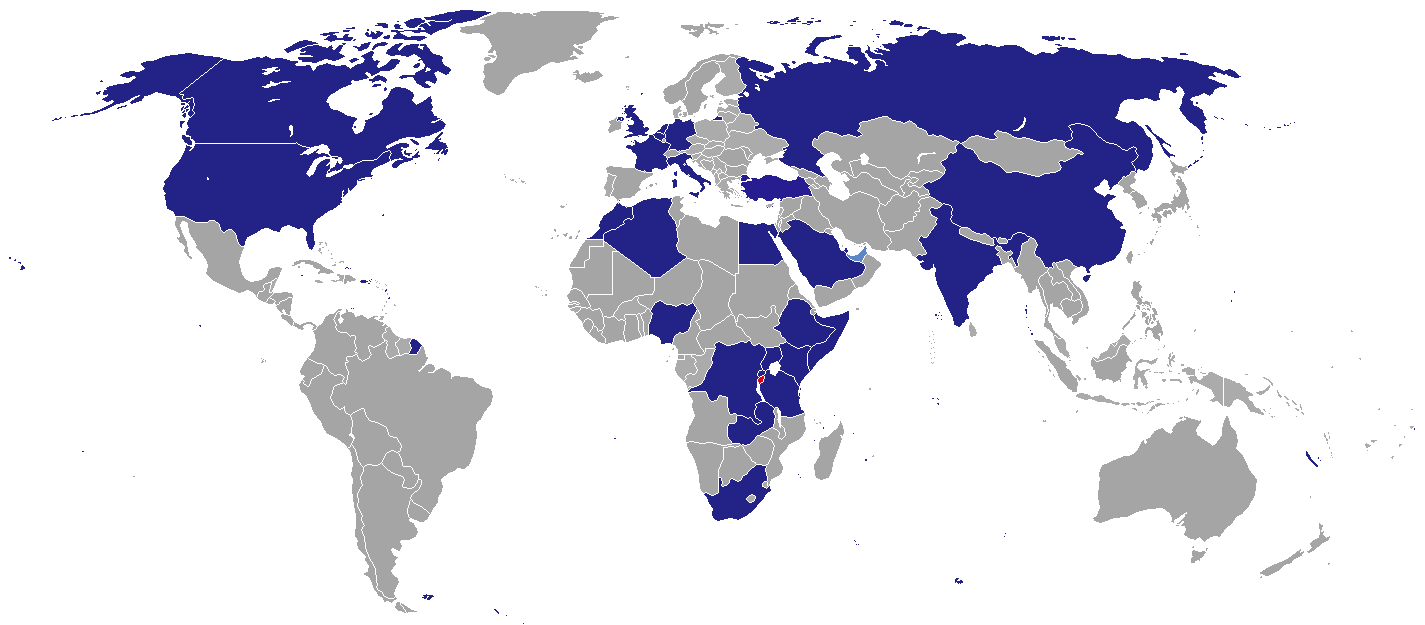
Дипломатические миссии Бурунди

Список дипломатических миссий Бурунди — перечень дипломатических миссий (посольств) Бурунди в странах мира (не включает почётных консульств).

## Европа

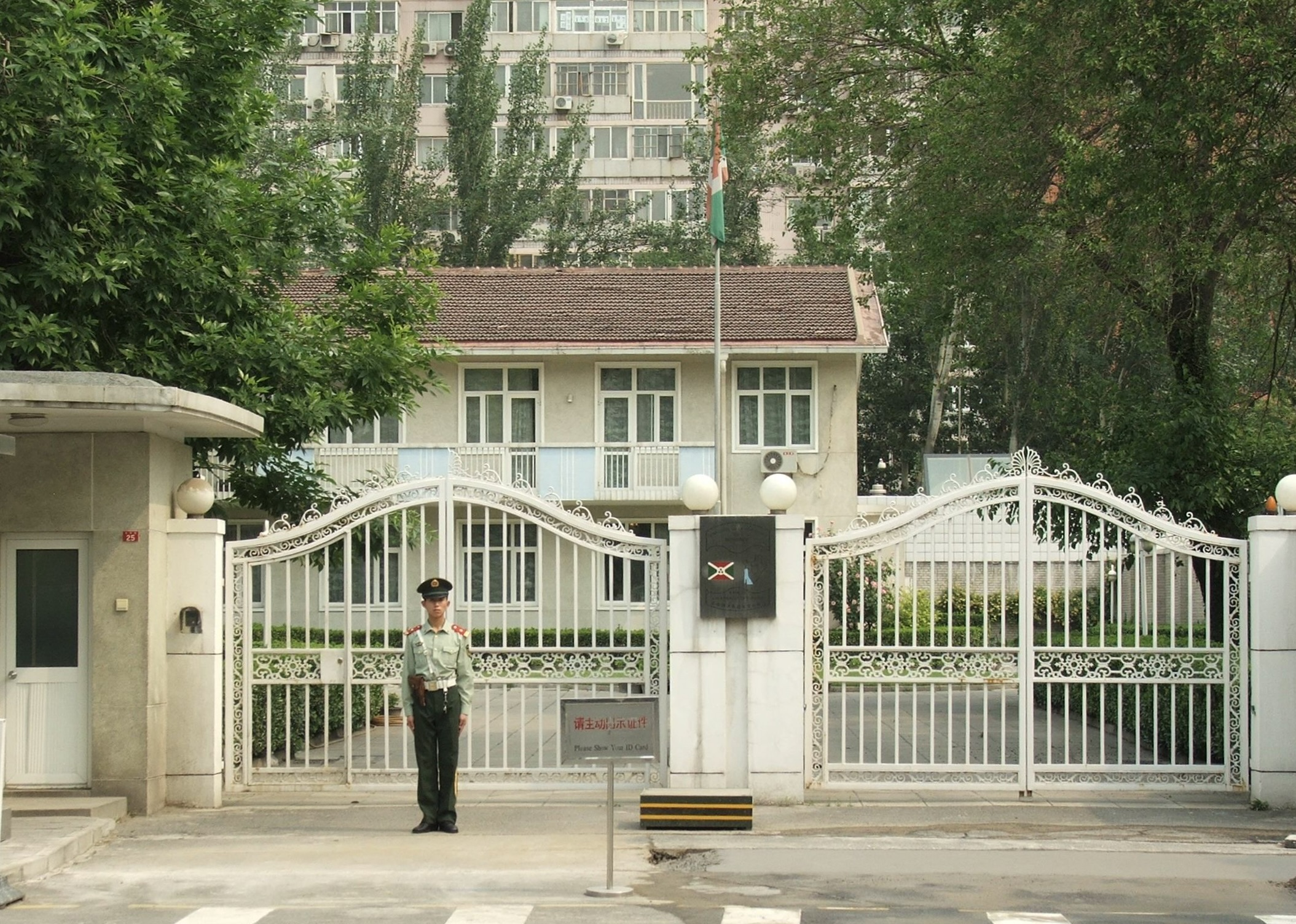
Посольство Бурунди в Пекине

- Бельгия
  - Брюссель (посольство)
- Великобритания
  - Лондон (посольство)
- Германия
  - Берлин (посольство)
- Италия
  - Рим (посольство)
- Россия
  - Москва (посольство)
- Франция
  - Париж (посольство)

## Америка
- Канада
  - Оттава (посольство)
  - Монреаль (консульство)
- США
  - Вашингтон (посольство)

## Средний Восток
- Саудовская Аравия
  - Эр-Рияд (посольство)

## Африка
- Египет
  - Каир (посольство)
- Кения
  - Найроби (посольство)
- ДР Конго
  - Киншаса (посольство)
- Руанда
  - Кигали (посольство)
- Танзания
  - Дар-эс-Салам (посольство)
- Уганда
  - Кампала (посольство)
- Эфиопия
  - Аддис-Абеба (посольство)
- ЮАР
  - Претория (посольство)

## Азия
- Китай
  - Пекин (посольство)

## Международные организации
- Нью-Йорк (делегация при ООН)
- Женева (делегация при ООН)